# Lockheed L-049/C-69 Constellation
El Lockheed L-049 Constelación era el primer modelo del Lockheed línea de aeronave de la Constelación. Introduzca servicio como el C-69 transporte militar aeronave durante Segunda Guerra Mundial para las Fuerzas de Aire de Ejército de Estados Unidos y era la primera versión de civil después de la guerra. Cuándo la producción acabada en 1946 esté reemplazado por el mejorado L-649 y L-749 Constelación.

## Historia

### Diseño y desarrollo
En junio 1939, Howard Hughes, el dueño de Transcontinental & Western Air (más tarde llamado Trans World Airlines y abreviados TWA para cortos), preparó una reunión en su Hancock residencia de Parque en California. Jack Frye (entonces presidente de TWA) atendió junto con tres ejecutivos del Lockheed Empresa de Aeronave qué diseñador incluido Clarence "Kelly" Johnson. Durante la reunión Hughes expresó sus preocupaciones para qué llame el "avión del futuro". Lockheed avión debajo desarrollo en el tiempo, el L-044 Excalibur, no conoció los requisitos.
Cuándo la reunión acabada con Hughes y Frye, los ejecutivos inmediatamente empezados encima mejorando el Excalibur para conocer Hughes' expectativas. Una idea era para utilizar el Wright R-2600 radiales en sitio del Wright propuesto GR-1820 radials. Esté decidido en cambio para empezar de tacha utilizar algunas características originales del Excalibur. El diseño estuvo alargado de 74 ft 3 en a 95 ft 9 en y el wingspan estuvo aumentado a 102 ft 4 en. Seis diseños diferentes del cockpit envisaged, incluyendo un "Bicho-propuesta" de Ojo en qué el piloto y co-piloto sentaría en domos separados luego a cada cual otro. Al final,  esté decidido para utilizar un diseño de curvatura solo con todo-alrededor barnizando. Tres semanas más tarde, el diseño nuevo estuvo presentado en una reunión diferente.
El diseño estuvo dado el señalamiento  L-049 o Excalibur A. Las alas de la aeronave eran similares a aquellos utilizados por el P-38 Lightning fighter. La aeronave era para ser powered por cuatro Wright R-3350 Duplex-Ciclón radiales con el Pratt & Whitney R-2800 cuando el atrás-arriba. Re-Diseñado, el Excalibur era para ser tasado en $450,000, haciéndolo el avión más caro en el tablero de dibujo. Desde TWA era incapaz de proporcionar financiación, Howard Hughes tuvo su otra compañía, la Compañía de Herramienta del Hughes, fondo la construcción del avión. Hughes ordenó 40 Excaliburs encima julio 10, 1940, haciendo el orden el más grande en historia de aerolínea en el tiempo. El desarrollo era para ser mantenido en secreto hasta las 35.as aeronaves estuvo entregada a TWA. Esto estuvo hecho para mantener competidores como Juan Trippe  Cacerola Mundo americano Airways de ordenar la aeronave y compitiendo con TWA. El secreto era aparentemente bien mantuvo.
Cuándo Hughes estuvo traído en para mirar en una escala simulada arriba del Excalibur cabina, no sea complacido con el resultado y declaró "no es qué esperaba". Hughes más tarde tuvo Raymond Loewy redefinición la cabina a su gustando. Una vida completa sized simulado arriba del Excalibur era finalmente construido con la batería operó marcha de aterrizaje retráctil. Los mecanismos de marcha estuvieron probados en el simulados arriba para validación de diseño antes de que la producción empezó. El powerplant él estuvo probado en un PV-1 Ventura cuál estuvo apodado Ventilación "-ellation" para la ocasión. El nombre "Excalibur" era más tarde caído como la aeronave nueva tuvo nada en común con el original L-044 diseño. La Constelación "de nombre" estuvo cogida como un apodo oficioso hasta la intervención del ejército.
La Constelación tuvo varios adelantos tecnológicos como sistema de deshielo, sistemas hidráulicos, hélices de campo reversible y presurización de cabina, la cual dejó al Constellation para volar por encima de las nubes. Lockheed Había aplicado presurización en una aeronave antes, con el Lockheed XC-35.

### Servicio de la posguerra
Cuando Segunda Guerra Mundial dibujó a unas cantidades cercanas, grandes de superávit militar devenían disponibles en el mercado de civil junto con la anulación del restante C-69 Constelaciones todavía en producción. Con el diseño de la Constelación en riesgo, Lockheed adquirido el cinco restante C-69 transportes todavía en producción atrás del ejército, ahorro 15,000 trabajos. Las cinco aeronaves eran re-convertidos a L-049 aviones de civil y puestos a la venta en el mercado. Estas modificaciones extracción incluida de la posición de cola retráctil; junto con la inclusión de un interior de lujo, más portillos, una galera, y áreas de alivio de la tripulación. Ventilación mejor, insulation y la calefacción era también añadió. El powerplants estuvo reemplazado por R-3350-745C18BA-1 motores (el equivalente de civil al wartime R-3350-35). Pruebas de diseño no necesitaron para ser conducidos, tan Lockheed hubo ya tasked les al C-69 aeronaves durante la guerra (uno del C-69s también completó las pruebas para el civil airworthiness certificado encima diciembre 11, 1945). Esto hizo el desarrollo de L-049 meses al frente de los competidores Boeing 377 Stratocruiser, Douglas DC-6 y República RC-2 Arco iris (cuál era todavía en el tablero de dibujo). 89 aeronaves habían sido ordenadas por noviembre 1945.  El L-049 estuvo utilizado por TWA, Delta, Capital, Braniff, Pan Am, American Overseas Airlines (AOA), Pan American Grace Airways (Panagra), Air France, KLM, BOAC, El Al, Cubana de Aviación, y otro menos-aerolíneas sabidas.

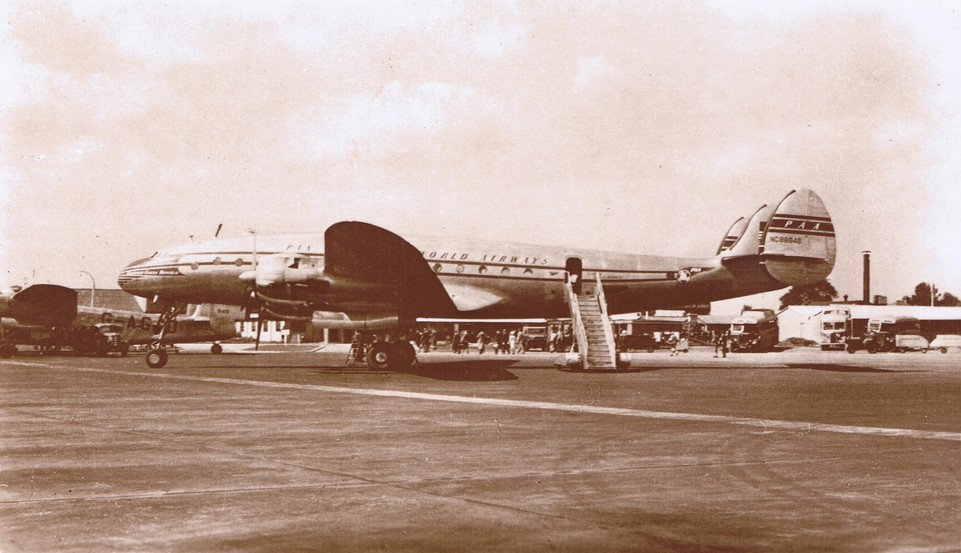
Un L-049 de Pan Am en el Aeropuerto de Londres Heathrow

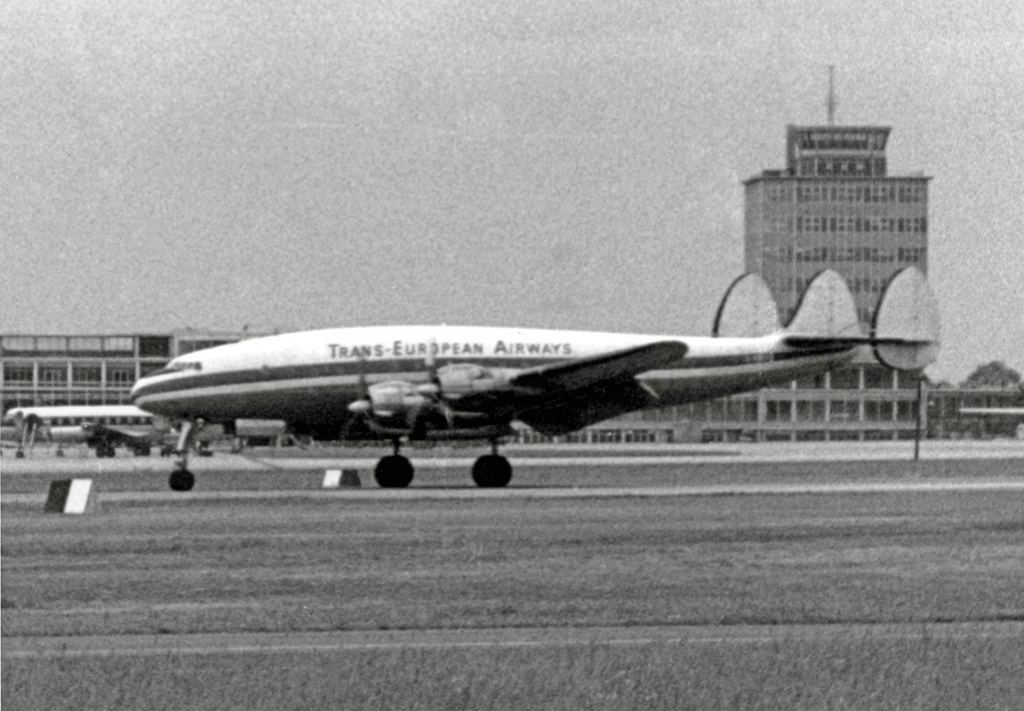
Un L-049 de Trans European Airways

La primera producción L-049 voló el 12 de julio de 1945 y estuvo entregado a TWA el 14 de noviembre de 1945. Pan Am recibió su primer L-049 el 5 de enero de 1946. Debido a las cláusulas impusieron en Lockheed por Howard Hughes, American Airlines y United Airlines, fueron en cambio a Douglas y ordenó el competidor DC-6 (AOA, subsidiaria de American Airlines aun así adquirió el L-049). El primer vuelo comercial del L-049 ocurrió el 5 de febrero de 1946 con TWA  "Estrella de París" volando de Nueva York a París. El vuelo duró casi 17 horas, parando encima en ambas Irlanda y Newfoundland. Encima enero 14, 1946, Pan Am empezó volar su L-049 equipamiento entre Bermudas y Nueva York, reemplazando al obsoleto y lento Boeing 314 Clíper que voló antes de que lo. AOA, BOAC, y Air France todo empezó L-049 operaciones más tarde que año. Debido a peticiones por las aerolíneas, la producción cesada en 1946, a favor de un civil más estándar Constelación, el cual devenía el L -649 y L-749 respectivamente.

## Especificaciones (L-049)

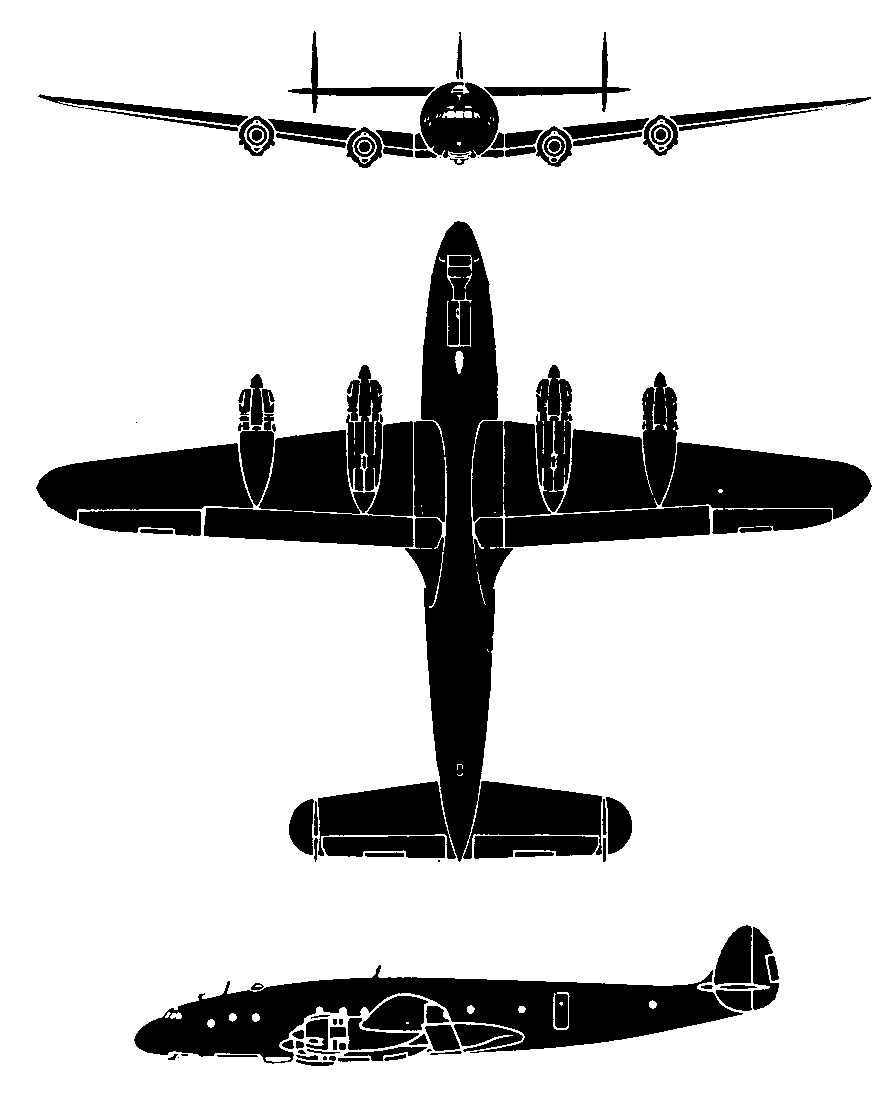

## Variantes

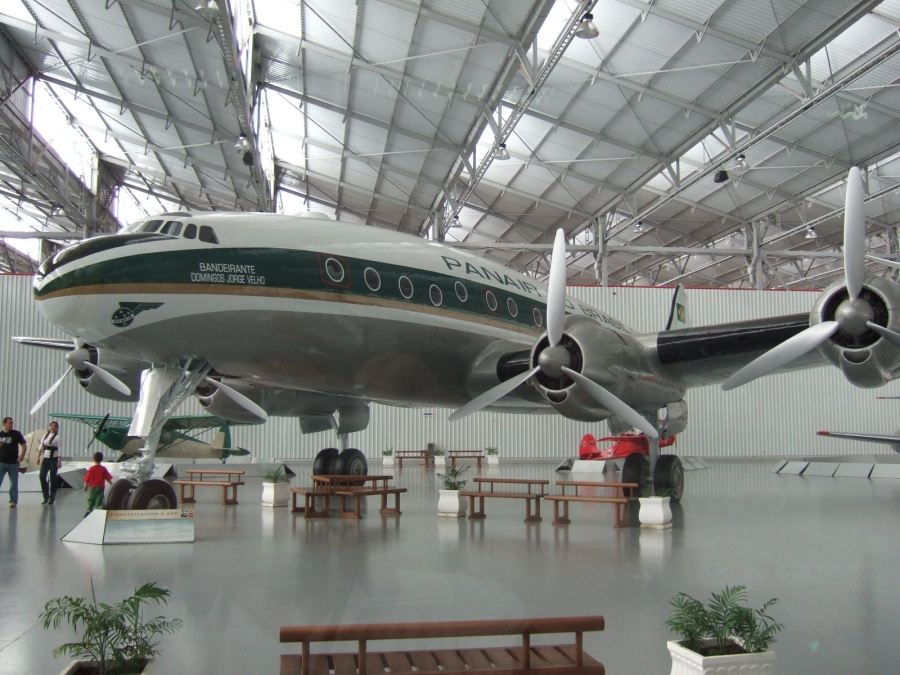
Un L-049 preservado con los colores de Panair do Brasil en un múseo de Brasil.

L-049
Variante de producción inicial powered por dos R-3350-745C18BA-1 radiales. Originalmente producido como el C-69 antes de que 1945. 87 construyó.
L-149
El señalamiento dado a L-049 aeronaves refitted con una capacidad de combustible más grande.
L-549
Señalamiento de compañía para la suela C-69C construido para las Fuerzas de Aire de Ejército de Estados Unidos.